# ایرانشهر (کتاب)

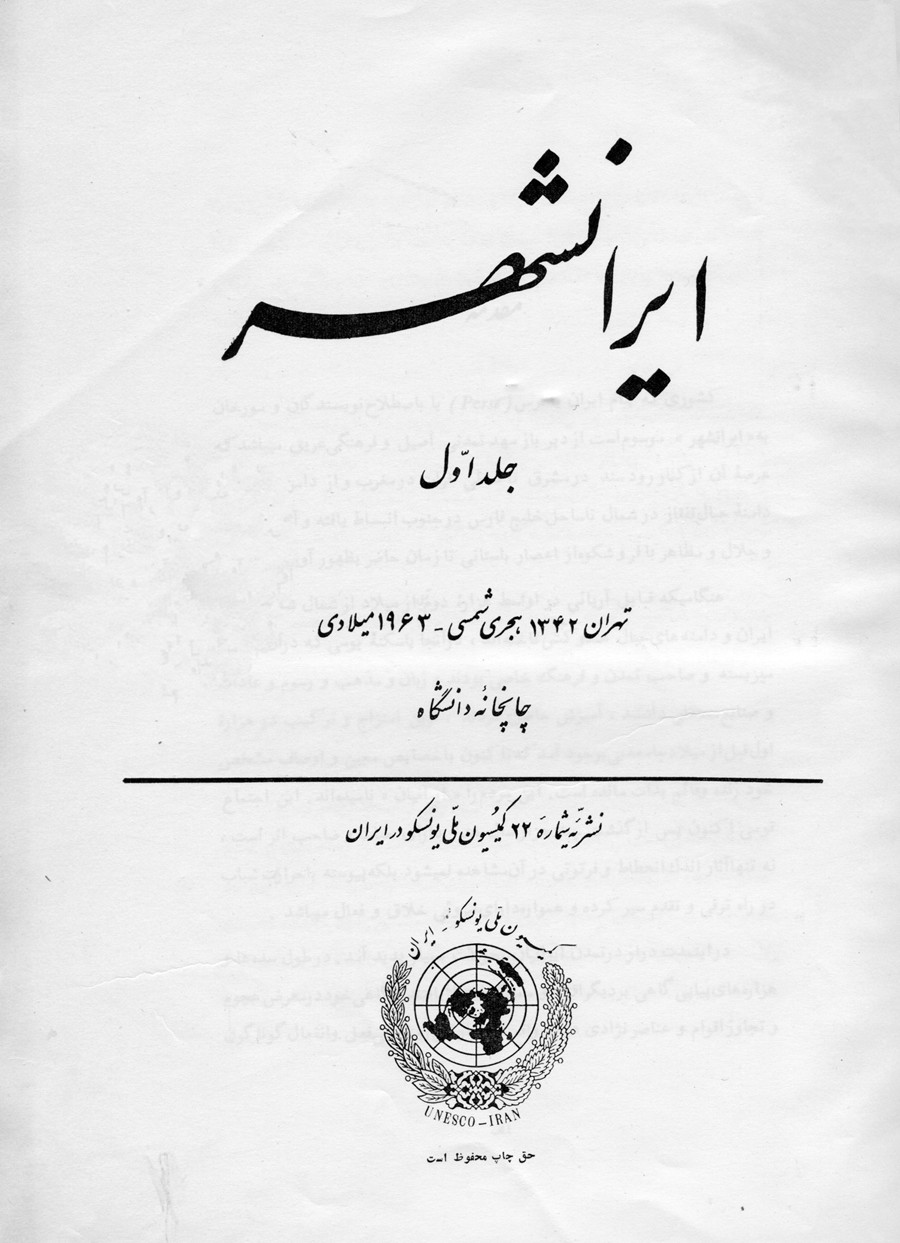
صفحه اول کتاب ایرانشهر که به سال ۱۹۶۹ میلادی و ۱۳۴۲ شمسی به چاپ رسیده‌است

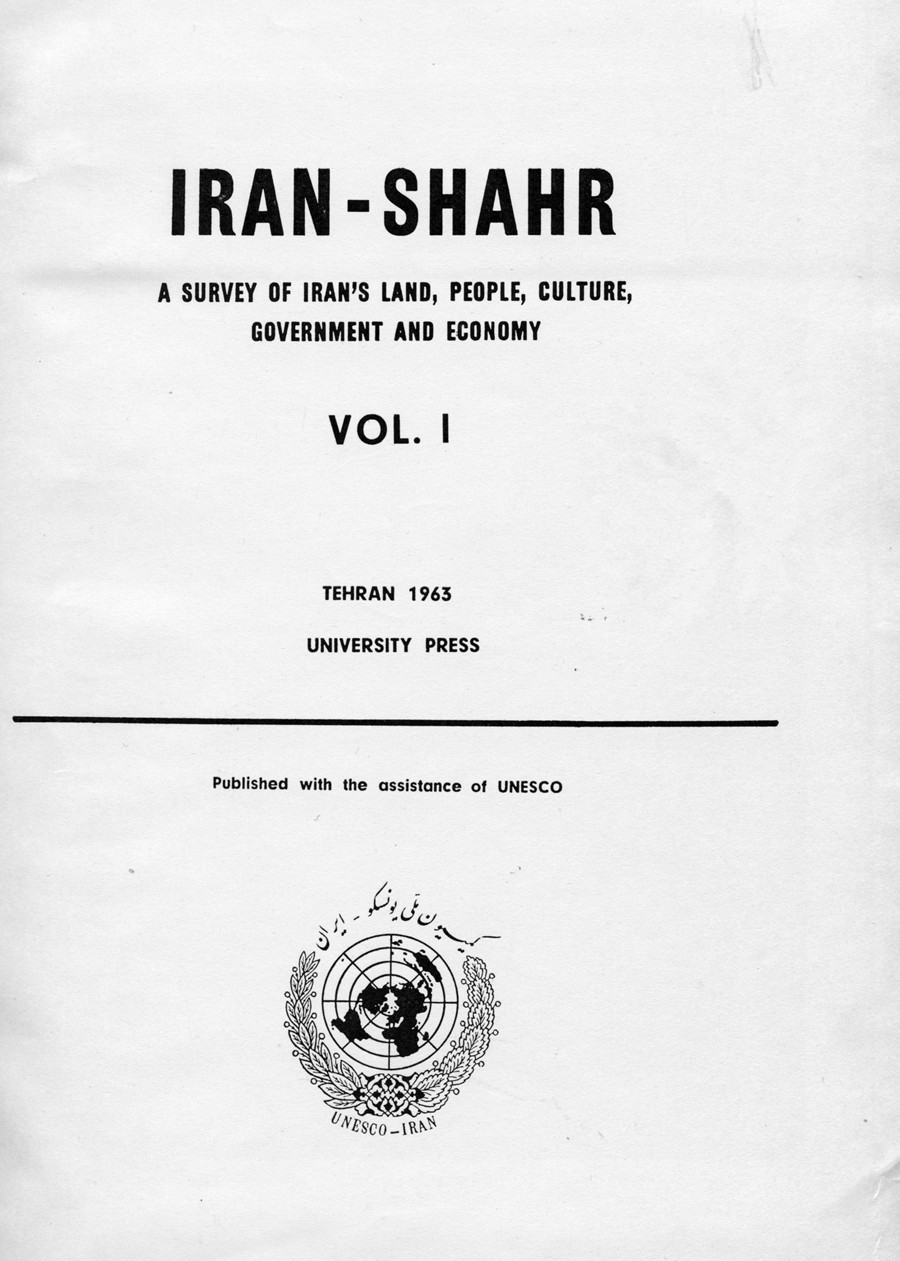
صفحه اول کتاب ایرانشهر که به سال ۱۹۶۹ میلادی و ۱۳۴۲ شمسی به چاپ رسیده‌است

ایرانشهر کتابی دائرةالمعارف‌گونه که به برخی از مسائل سیاسی، اجتماعی و اقتصادی ایران پرداخته‌است. تألیف ایرانشهر در ۱۳۳۴ شمسی/ ۱۹۵۵ میلادی در شصت و دومین کمیسیون ملی یونسکو به تصویب رسید. پس از اعلام همکاری وزارت‌خانه‌های فرهنگ و امور خارجه، دانشگاه تهران و سازمان برنامه، طرح اجرای آن آغاز شد. بعدها دامنهٔ مندرجات این مجموعه توسعه یافت و افزون بر تاریخ سیاسی و فرهنگی، مطالبی نیز دربارهٔ ایران قدیم و جدید در آن فراهم آمد.
فریدون اردلان، علی‌اکبر مشیرسلیمی، ذبیح‌الله صفا و موسی عمید در هیئت تحریریهٔ آن عضویت داشتند و از ۱۳۳۸ شمسی/۱۹۵۹ میلادی، به جمع‌آوری مطالب و تألیف مقالات پرداختند. همچنین جمعی از دانشمندان و صاحب‌نظران ایرانی و غیرایرانی به همکاری دعوت شدند. در میان نویسندگان ایرانشهر نامهایی چون سیدحسن تقی‌زاده، علی‌اصغر حکمت، علی‌اکبر شهابی، جواد مشکور، سیدحسین نصر، سعید نفیسی، دیوید فلاتری، آنده گدار و لارنس لاکهارت به چشم می‌خورد.
نویسندگان ایرانشهر، تألیف کتابی جامع را در نظر داشتند که تاریخ ایران را از کهن‌ترین روزگار تا زمان حاضر بررسی کند و با رعایت اختصار به جنبه‌های علمی، هنری و حوادث سیاسی و اجتماعی آن بپردازد.
ایرانشهر در دو مجلد و چهار باب (=کتاب) تدوین شده‌است که در آن از جغرافیای طبیعی و انسانی، تاریخ سیاسی و فرهنگی، سازمان‌های اداری و اجتماعی و اقتصاد و عمران سخن به میان آمده‌است. تألیف و طبع این اثر بیش از ۵ سال طول کشید. مجلد اول آن در ۱۳۴۲ و مجلد دوم در ۱۳۴۳ شمسی در تهران به چاپ رسید.
کتاب اول، جغرافیای ایران در هفت فصل گردآوری شده‌است: جغرافیای فیزیکی(۳–۱۵)، زمین‌شناسی(۱۶–۳۴)، آب و هوا(۳۵–۴۴)، ناحیه‌ها در ایران(۴۶–۹۰)، جمعیت و بافت قومی در ایران (که توسط استان‌ها تقسیم گشته و شامل جدول‌های مفید است؛ ۹۱–۱۶۶)، نقشه شهری و سازمان‌های شهری(۱۶۷–۷۳)، فولکلور و سنت‌های عوام‌پسند و عقاید(۱۷۴-۲۵۳).
کتاب دوم، تاریخ سیاسی و فرهنگی به دو بخش عمده (تاریخ سیاسی و فرهنگی) در ۳۲ فصل تقسیم گشته‌است: تقویم‌ها و سیستم‌های تاریخی(۲۵۵–۶۷)، دوران پیشاتاریخی(۲۶۸–۸۵)، امپراطوری ماد(۲۸۶–۹۴)، امپراطوری هخامنشی(۲۹۵–۳۱۸)، اسکندر و جانشنیانش(۳۱۹–۲۸)، امپراطوری اشکانی(۳۲۹–۴۳)، امپراطوری ساسانی(۳۴۴–۶۵)، حمله عرب(۳۶۶–۸۰)، دودمان‌های محلی(۳۸۱–۴۰۸)، مغول‌ها(۴۰۹–۲۳)، تیمور و تیموریان(۴۲۴–۳۲)، صفوی‌ها(۴۳۳–۵۲)، افشاریه و زندیه(۴۵۶–۶۹)، قاجار(۴۷۰–۹۸)، خاندان پهلوی(۴۹۹–۵۷۲, فصل‌های ۱۷ تا ۲۰)، مذهب(۵۷۳–۶۱۹)، فلسفه(۶۲۰–۳۵)، زبان‌شناسی(۶۳۶–۴۶)، ادبیات(۶۴۷–۹۴)، علوم(۶۹۵–۷۱۳)، مدارس (صص ۶۹۵–۷۴۴)، کتاب‌ها(۷۴۵–۵۶)، نسخه‌های خطی(۷۵۷–۷۵)، نقاشی و مجسمه‌سازی(۷۷۴–۸۱۶)، کشاورزی(۸۱۷–۳۶)، موسیقی(۸۳۷–۹۸) و تئاتر(۸۹۹-۹۳۳).
کتاب سوم، سازمان‌های اداری و اجتماعی به شانزده فصل تقسیم می‌شود: پرچم(۹۴۷–۵۵)، شاخه‌های مقننه و قضائیه(۹۵۶–۱۰۱۳)، قانون اساسی(۱۰۱۴–۲۶)، شاخه مجریه(۱۰۲۷–۴۱)، انجمن‌های مدنی(۱۰۴۲–۷۶)، قوای نظامی(۱۰۷۷–۱۲۰)، مدیریت مالی(۱۱۲۱–۲۶۴)، آموزش و پرورش(۱۱۶۵–۲۴۷)، رسانه‌ها(۱۲۴۷–۲۶۴)، موهبت پرهیزگار؟ (۱۲۶۴–۳۹۸)، بهداشت و درمان(۱۳۹۹–۴۴۴)، خدمات اجتماعی(۱۴۴۵–۴۵۲)، جاده‌ها(۱۴۵۳–۴۹۶)، برق، پست و تلگراف(۱۴۹۷–۵۲۹)، توریسم(۱۵۳۰–۵۳۹) و کارگر(۱۵۴۰-۵۵۸).
کتاب چهارم، اقتصاد و عمران به نُه قسمت تقسیم می‌شود: کشاورزی(۱۵۵۹–۶۹۷)، ماهی‌گیری(۱۶۹۸–۷۲۷)، صنعت(۱۷۲۸–۷۸۷)، فنی و حرفه‌ای(۱۷۸۸–۸۸۷)، صنعت نفت(۱۸۸۸–۹۱۷)، بازرگانی(۱۹۱۸–۹۵۹)، بیمه(۱۹۶۰–۹۶۵)، پول و بانکداری(۱۹۶۶–۸۵)، سازمان‌های برنامه‌ریز(۱۹۸۶-۲۰۱۱).
پرداختن به جنبه‌های مختلف تاریخ و فرهنگ ایران و کوشش برای خلاصه‌نویسی، سبب شد که ایرانشهر از برخی مباحث تفصیلی و ذکر منابع و مآخذ بی‌نصیب بماند. ناقص و نادرست بودن برخی اطلاعات مذهبی، غیر مستند بون مطالب مربوط به آداب و رسوم و اعتقادات عامیانه و نیز مشخص نبودن مآخذ و استفاده از برخی منابع غیر موثق، از جمله انتقادهایی است که بر ایرانشهر وارد شده‌است.